# 房叔安
房叔安，字子仁，南朝宋、南朝齐官员，祖籍清河郡。
宋明帝时，房叔安为青州刺史王玄邈长史，当时萧道成镇守淮阴，被送明帝所疑。萧道成写信派人送给王玄邈，想要勾结北魏。王玄邈想要听从，房叔安劝说道：“布衣韦带之士，接受一餐而不忘恩，是义所使然。现在将军居一州之重任，托付君臣之义，无故抛弃忠孝，三齐之士宁蹈东海而死，不敢随从将军。”王玄邈于是中止。派房叔安去建康，揭发萧道成阴谋。萧道成在路上抓住他，并索要王玄邈告发他的表章。房叔安回答：“寡君派我上表天子，不交给将军。且我之所言，有利国家而不利将军，你不应该过问。”荀伯玉劝萧道成杀他，萧道成说：“各为其主，不该责备。”嘉其忠心，将他放了。萧道成建立南齐，为齐高帝，以其忠正，时房叔安为益州司马、宁蜀郡太守，拜为前将军。后来想要任命他为梁州刺史，正好因病去世。齐高帝叹道：“房叔安节义，只有在古人中能看到，恨没有官至刺史而亡。”其子房长瑜，也有义行，永明年间，为州中从事。